# Гарфілд (округ, Юта)
Шаблон:StateAbbr_ 37°52′ пн. ш. 111°26′ зх. д. / 37.87° пн. ш. 111.44° зх. д.
Округ Гарфілд (англ. Garfield County) — округ (графство) у штаті Юта, США. Ідентифікатор округу 49017.

## Історія
Округ утворений 1882 року.

## Демографія
За даними перепису 2000 року загальне населення округу становило 4735 осіб, усе сільське. Серед мешканців округу чоловіків було 2421, а жінок — 2314. В окрузі було 1576 домогосподарств, 1199 родин, які мешкали в 2767 будинках. Середній розмір родини становив 3,43.
Віковий розподіл населення поданий у таблиці:
| Стать    | До 15 років | 15-21 | 22-29 | 30-39 | 40-49 | 50-65 | 65-85 | Понад 85 |
| -------- | ----------- | ----- | ----- | ----- | ----- | ----- | ----- | -------- |
| Чоловіки | 625         | 317   | 207   | 278   | 332   | 361   | 273   | 28       |
| Жінки    | 594         | 236   | 203   | 240   | 316   | 359   | 326   | 40       |

## Суміжні округи
- Вейн — північний схід
- Сан-Хуан — схід
- Кейн — південь
- Айрон — захід
- Бівер — північний захід
- Пают — північ